# Papos d'Alexandria
Papos d'Alexandria (grec: Πάππος ὁ Ἀλεξανδρεύς)  (Alexandria, c. 290 - c. 350), també anomenat Pap d'Alexandria, fou el darrer gran geòmetra de la Grècia clàssica.

## Vida
No se sap gairebé res de la seva vida. Les úniques dades certes que coneixem són que tenia un germà de nom Hermodorus i que vivia el dia 18 d'octubre del 320, perquè va observar un eclipsi que es va produir en aquesta data, segons explica ell mateix en les seves obres.
Les referències cronològiques que tenim, procedents dels Suides i de Teó d'Alexandria, el situen en èpoques diferents, però els estudiosos, fent cas del que diu el mateix Pappos, el situen a començaments del segle iv.

## Context
En els seus escrits supervivents, Pappus no dona cap indicació de la data dels autors les obres dels quals fa ús, ni del moment (però vegeu més avall) en què ell mateix va escriure. Si no hi hagués cap altra informació disponible, tot el que es podria saber seria que va ser posterior a Ptolemeu (mort cap al 168 dC), a qui cita, i anterior a Procle (nascut c. 411), que el cita.
La Suïdas del segle X afirma que Papos era de la mateixa edat que Teó d'Alexandria, que va estar actiu durant el regnat de l'emperador Teodosi I (372–395). Una data diferent és causada per una nota marginal a un manuscrit de finals del segle X  (una còpia d'una taula cronològica del mateix Teó), que afirma, al costat d'una entrada sobre l'emperador Dioclecià (regna entre 284 i 305), que «en aquella època va escriure Papos».
Tanmateix, una data verificable prové de la datació d'un eclipsi solar esmentat pel mateix Papos. En el seu comentari sobre l’Almagest calcula el lloc i el temps de conjunció que va donar lloc a l'eclipsi de Tybi el 1068 després de Nabonassar. Això funciona com el 18 d'octubre de 320, i per tant Papos deu haver estat actiu al voltant de 320.

## Obra
Només se'n conserven les obres següents:
- Μαθηματικω̂ν συναγωγω̂ν βιβλία o, simplement, Συναγωγή Col·lecció matemàtica en vuit llibres, obra cabdal de la geometria grega, conservada en un manuscrit vaticà del segle xi.
- Un comentari de l'Almagest de Ptolemeu, conservat en forma fragmentària en traduccions llatines (només es conserven els comentaris dels llibres 5 i 6).[7]
- Fragments d'un tractat de geografia en una traducció a l'armeni.[8]
- Un comentari del llibre desè dels Elements d'Euclides, conservat en una traducció àrab[9] que no es correspon amb l'estil de les altres obres.

També es tenen referències d'altres obres seves, avui perdudes:
- Χορογραφία οἰκουμενική, Corografia del món desconegut.[10]
- Εἰς τὰ τέσσαρα βιβλία του̂ Πατολεμαίου μεγάλης Συντάξεωσὑπέμνημα
- Ποταμοὺς τοὺς ἐν Λιβύῃ, Rius de Líbia.[7]
- Ονειροκριτικά, Interpretació dels somnis.[10]

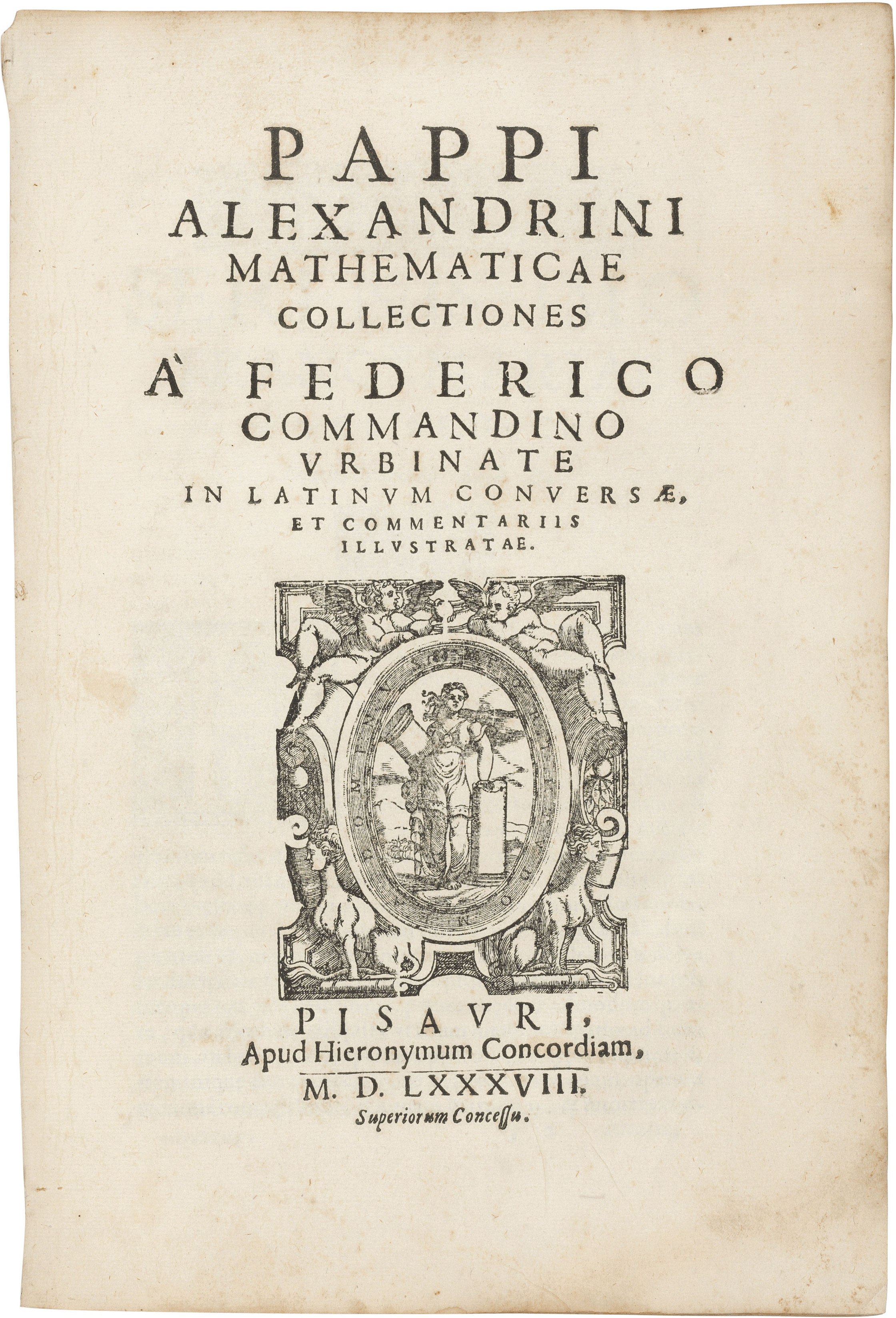
Mathematicae Collectiones: comentaris i traducció al llatí de Federico Commandino, publicat el 1588.

### LaCol·lecció matemàtica
La Συναγωγή o Col·lecció matemàtica, en vuit llibres, és la seva obra principal. Es pensa que devien ser llibres independents, ja que cadascun d'aquests té la seva pròpia introducció. En aquesta, demostra el seu coneixement dels autors que l'han precedit, comentant-los, ampliant-los i criticant-los.
- El llibre primer devia ser aritmètic, però no se'n conserva res.[12]
- Del llibre segon, només es conserva a partir de la proposició 14 i exposa el sistema d'Apol·loni de Perga per tractar els nombres molt grans (en potències de 10.000).[12]
- El llibre tercer, dedicat a Pandròsion,[13] es divideix en quatre seccions inconnexes:[14]

1ª Trobar les mitjanes proporcionals entre dues rectes donades.
2ª Forma de calcular les mitjanes aritmètica, geomètrica i harmònica.
3ª Paradoxes geomètriques d'Ericinus (autor actualment desconegut).
4ª Inscripció dels cinc poliedres regulars en una esfera.
- El llibre quart parla de les propietats de determinades corbes, com la quadratix o l'espiral d'Arquimedes.[15]
- El llibre cinquè tracta d'isoperimetria, demostrant els resultats deguts a Zenòdor.[16]
- El llibre sisè, sobre astronomia,[17] revisa l'obra d'astrònoms anteriors com Autòlic, Aristarc i Teodosi.
- El llibre setè, titulat El tresor de l'anàlisi, és el més interessant; no solament pel seu interès o pel que ens explica de matemàtics anteriors, avui desconeguts, sinó per la seva influència en les matemàtiques modernes.[18] Aquí és on apareix el problema de Papos, avui conegut com a teorema de Guldin.
- El llibre vuitè tracta de problemes de mecànica.[19]

## Llegat
La Col·lecció de Papos era pràcticament desconeguda pels àrabs i els europeus medievals, però va exercir una gran influència en les matemàtiques del segle XVII després de ser traduïda al llatí per Federico Commandino. LArithmetica de Diofant i la Col·lecció de Papos van ser les dues fonts principals dlIsagoge in artem analyticam de Viète (1591). El problema de Pappus i la seva generalització van portar a Descartes al desenvolupament de la geometria analítica. Fermat també va desenvolupar la seva versió de la geometria analítica i el seu mètode de màxima i mínima a partir dels resums de Pappus de les obres perdudes d'Apol·loni Plane Loci i On Determinate Section. Altres matemàtics influenciats per Pappus van ser Pacioli, da Vinci, Kepler, van Roomen, Pascal, Newton, Bernoulli, Euler, Gauss, Gergonne, Steiner i Poncelet.